# Доброе намерение (шхуна)
«Доброе намерение» — шхуна, построенная для экспедиции И. И. Биллингса и Г. А. Сарычева.

## Описание шхуны
Парусная деревянная шхуна. Экипаж судна в большей части состоял из сибирских казаков, никогда не видевших морских судов, и матросов Охотского порта, которые «были не много искуснее казаков, наше вооружение с их галиотским имело великую разность».

## История службы
27 марта 1786 года Г. А. Сарычев прибыл в Охотск, организовал на Охотской верфи строительство двух судов «Слава России» и «Доброе намерение». После спуска на воду 10 июня и 8 июля 1789 года соответственно, оба судна вошли в состав Охотской флотилии России.
8 сентября шхуна под командованием P. P. Галла вышла из устья Охоты, но внезапно пришедшей с моря зыбью была выброшена на мель и сильно повреждена. На следующий день было сожжена, при этом команду и груз удалось спасти во время отлива.

## Командиры шхуны
Командиром судна до 8 сентября 1789 года служил P. P. Галл.